# Café Sénéquier
Pour les articles homonymes, voir Sénéquier.

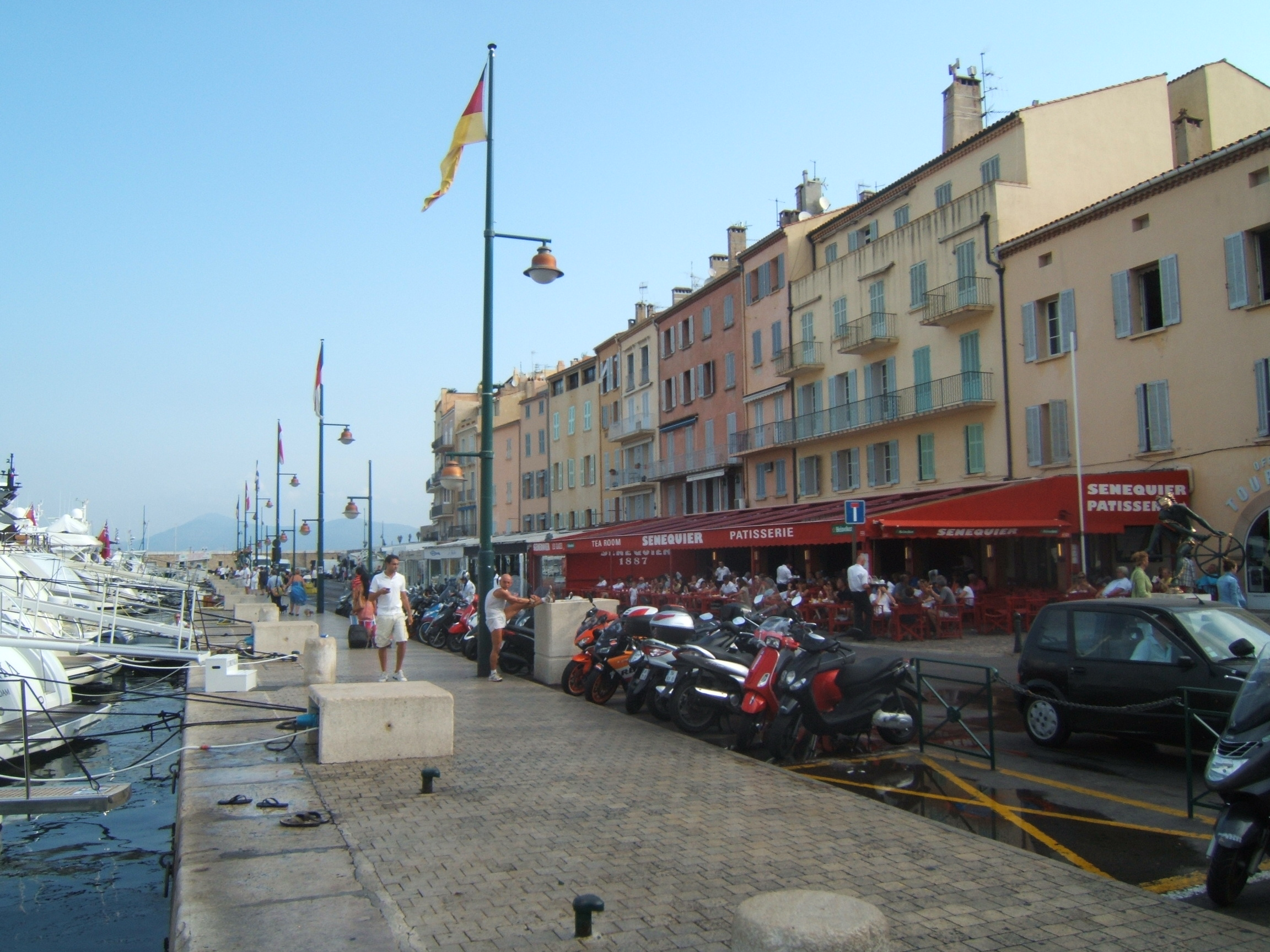
La terrasse avec les 188 places du café Sénéquier aux fauteuils rouge.

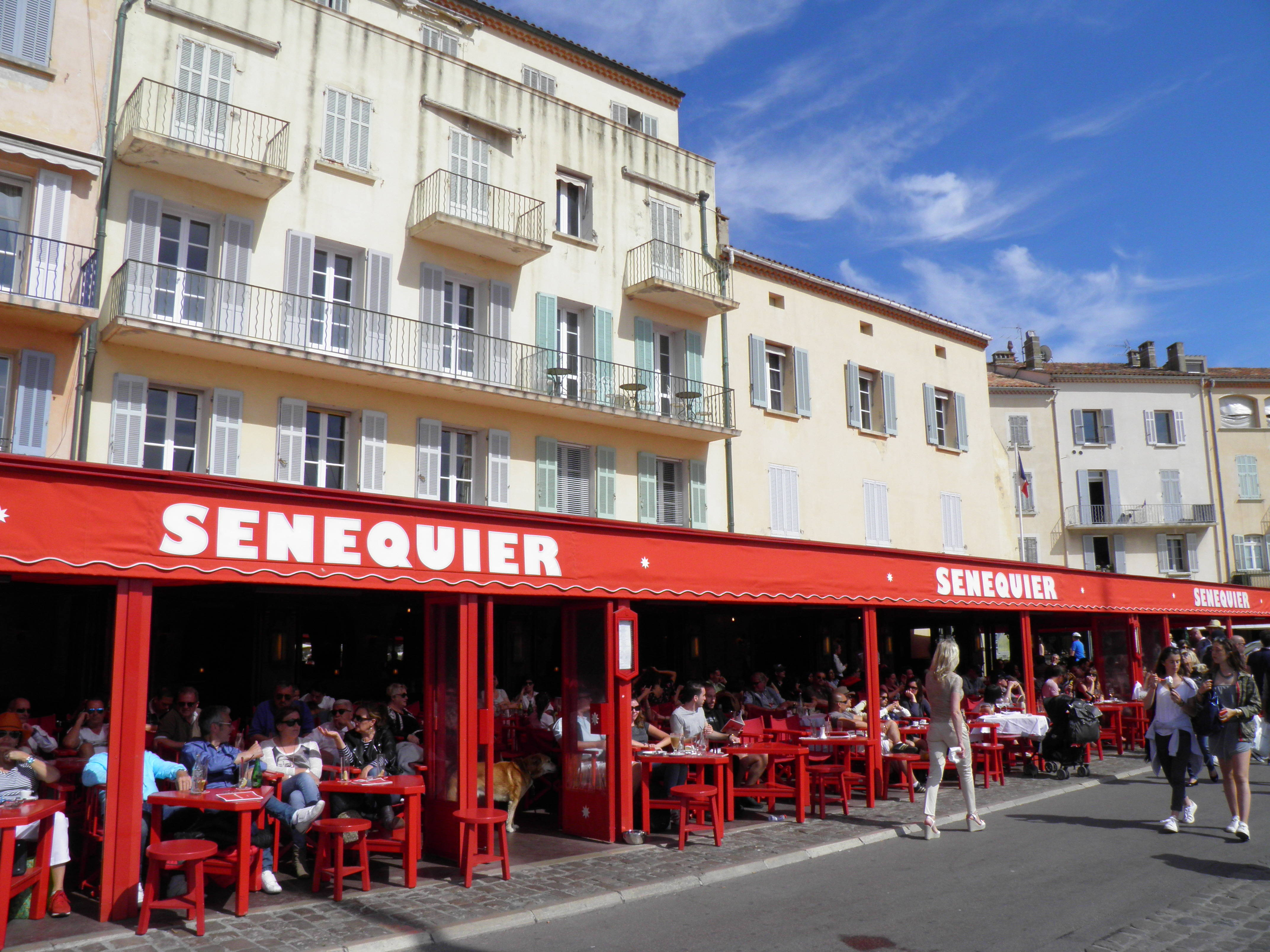
Le Café Sénéquier.

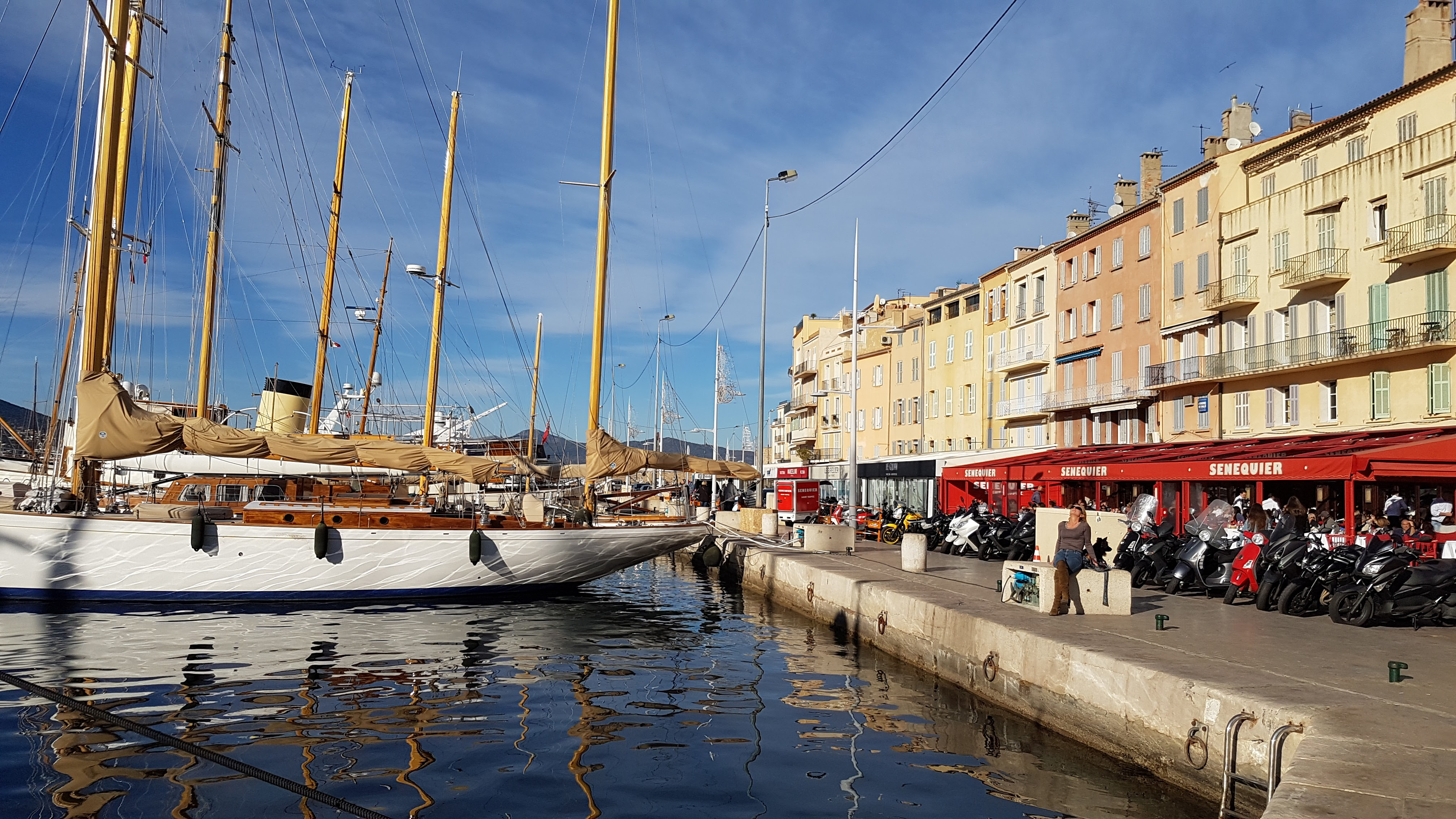
Le Café Sénéquier en novembre 2019.

Le café Sénéquier est un café-pâtisserie de Saint-Tropez. Connu par une série de films qui le mettent à l'honneur entre 1956 et 1982 (Et Dieu… créa la femme, Le Gendarme de Saint-Tropez) et les photos de personnalités sur sa terrasse, il accueille près de 600 000 clients chaque année.

## Historique
La pâtisserie est créée en 1887, par Martin et Marie Sénéquier (lui pâtissier à Cogolin et elle Tropézienne) qui ouvrent leur boutique Place aux Herbes, entre l'église Notre-Dame-de-l'Assomption et le port. Devant le succès de leur commerce (notamment le nougat mou), ils l'agrandissent en rachetant petit à petit les anciens garages à bateaux qui font face à la mer. En 1930, Lisette Sénéquier décide de transformer cet immense espace en café de luxe, en plus de la pâtisserie d'origine. En 1944, il est détruit par les bombardements de la Seconde Guerre mondiale. Il est reconstruit et rouvre en 1951, avec notamment sa terrasse de 30 mètres avec des chaises de toile metteur en scène et les tables triangulaires.
Le café-pâtisserie est racheté en 2012 par l'homme d'affaires Thierry Bourdoncle, déjà à la tête d'une vingtaine d'établissements parisiens. Sénéquier est brièvement fermé en février 2013 pour faire l'objet de travaux de décoration, menés par l'architecte d'intérieur Richard Lafond, afin d'actualiser l'établissement (dans un style « vintage » : vieux plancher en bois de récupération, banquettes capitonnées de lin beige clair, tables en bois et fauteuils en cuir vintage vieillis, luminaires maritimes, grands miroirs patinés, etc.). Et Sénéquier est ainsi devenu une brasserie.
Parmi les personnalités publiques habituées des lieux, on compte Brigitte Bardot sur le tournage de Et Dieu… créa la femme, Louis de Funès et Michel Galabru sur celui du Gendarme de Saint-Tropez ; Eddie Barclay lors de « soirées blanches » auxquelles étaient notamment invités Johnny Hallyday, Eddy Mitchell et Quincy Jones, ou encore Françoise Sagan, Pablo Picasso, Juliette Gréco, Boris Vian et Jacques Chirac.
En mai 2025, la presse fait état d'une enquête pour un accident survenu dans l'établissement en août 2023, au cours duquel une cliente a été brûlée au deuxième degré lors du flambage d'une crêpe Suzette,,,.